# Oltacloea ribaslangei
Oltacloea ribaslangei is een spinnensoort in de taxonomische indeling van de Prodidomidae.
Het dier behoort tot het geslacht Oltacloea. De wetenschappelijke naam van de soort werd voor het eerst geldig gepubliceerd in 1997 door A. B. Bonaldo & Antonio D. Brescovit.